# Velký Vřešťov
Velký Vřešťov (en allemand : Markt Bürglitz, précédemment : Groß Bürglitz ou Bürglitz) est un bourg (městys) du district de Trutnov, dans la région de Hradec Králové, en Tchéquie. Sa population s'élevait à 230 habitants en 2020.

## Géographie
Velký Vřešťov se trouve à 10 km au sud-sud-ouest de Dvůr Králové nad Labem, à 26 km au sud-sud-ouest de Trutnov, à 18 km au nord-nord-ouest de Hradec Králové et à 99 km au nord-est de Prague.
La commune est limitée par Lanžov au nord et à l'est, par Vilantice à l'est, par Hořiněves au sud, et par Cerekvice nad Bystřicí et Boháňka à l'ouest.

## Histoire
La première mention écrite de la localité date de 1279. Velký Vřešťov a le statut de městys, ou « bourg », depuis le 9 octobre 2014.